# Gustave Moussu
Auguste Léopold Moussu (dit Gustave), né le 1er janvier 1864  et mort à 16 octobre 1945 à Saint-Laurent-en-Gâtines (Indre-et-Loire), est un vétérinaire et médecin français, professeur de pathologie à l’École vétérinaire d’Alfort, professeur de physiologie comparée à l’Institut national agronomique et à l'École d'Agronomie coloniale.

## Biographie
Fils de maréchal-ferrant, il est élève puis répétiteur d'anatomie à l'École vétérinaire d’Alfort (1885-1890) pour en devenir chef de travaux de pathologie ce qui lui permet de commencer des travaux d'endocrinologie. Il montre que l'ablation des glandes parathyroïdes provoque rapidement une tétanie. Il est le premier, dès 1892,  à distinguer les fonctions et à démontrer la différence entre thyroïde et parathyroïdes, en s'opposant à Eugène Gley qui considérait les parathyroïdes comme des "bourgeons embryonnaires thyroïdiens". L'intervention chirurgicale sur les goitres devrait donc respecter ces dernières structures anatomiques, au risque de complications aiguës.  

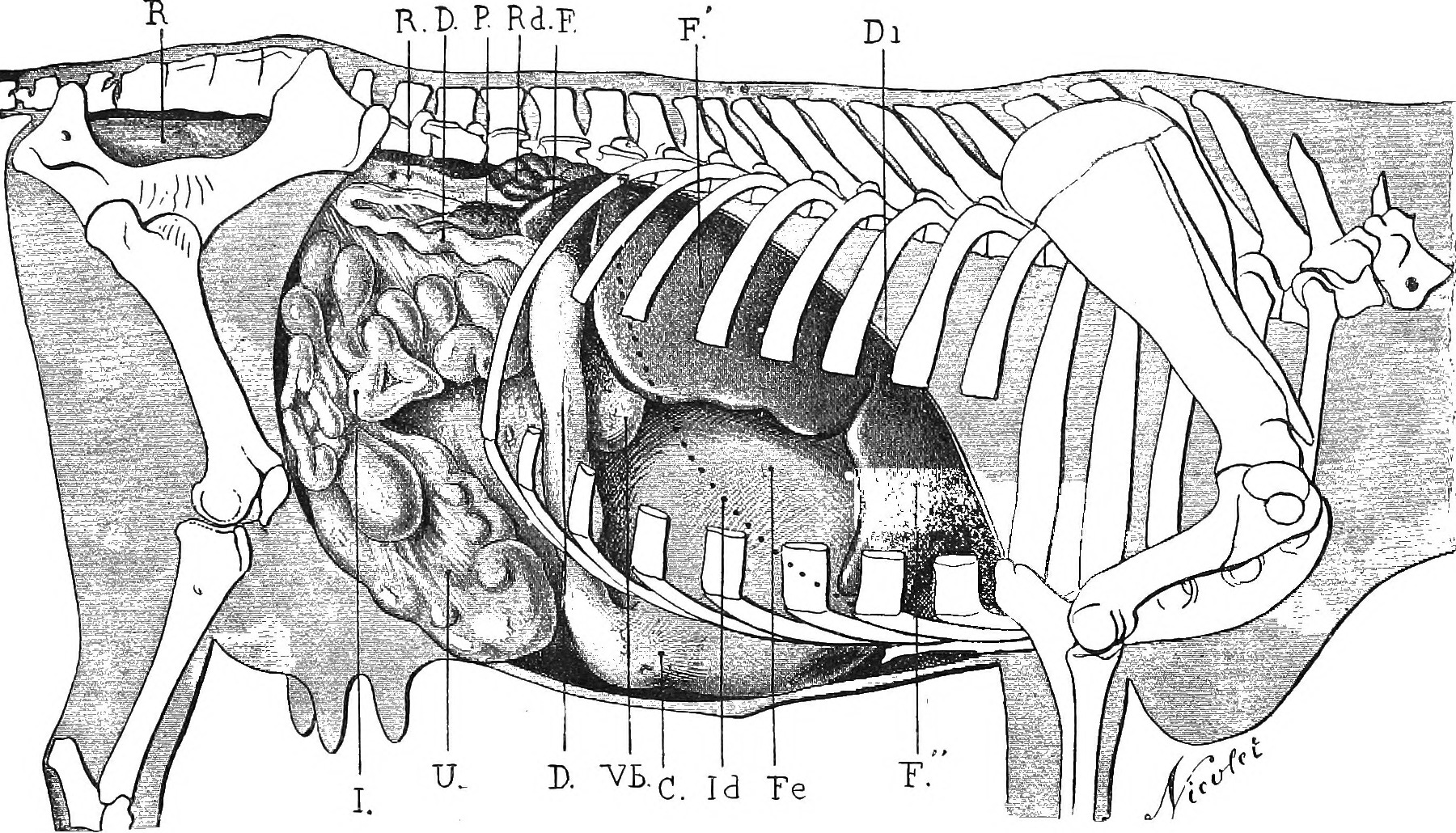
Planche extraite de Diseases of cattle, sheep, goats and swine, 1905.

En 1891, il soutient une thèse de doctorat ès sciences naturelles sur la circulation lymphatique. En 1893, il est reçu à la chaire de maladie du bétail de l'École vétérinaire d’Alfort. Il s'intéresse alors à plusieurs épizooties (fièvre charbonneuse, fièvre aphteuse, peste bovine, piroplasmose, distomatose et autres parasitoses ...). Il publie de nombreux mémoires consacrés à la tuberculose et à son mode de transmission notamment par le lait. À la suite d'Emil von Behring, il tentera l'immunisation d'animaux par l'utilisation de bacilles tuberculeux de virulence atténuée par le chlore. Cette tentative de vaccination tuberculeuse (en introduisant des cultures vivantes dans la cavité abdominale)  est un échec: c'est "l'expérience de Melun" (1905) qui le rend très réservé vis-à-vis de cette vaccination, y compris avec le bacille bilié avirulent ou B.C.G. de Calmette et Guérin. 
Il s'intéresse également aux abattoirs, au transport de la viande frigorifiée et à l'alimentation des armées en campagne.
Après près de cinquante ans de service, il se retire en 1939 dans la maison familiale de son village natal.

## Distinctions
- Membre et président de l'Académie vétérinaire de France.
- Membre et vice-président de la Société de biologie.
- Membre et président de l’Académie d’agriculture de France.
- Membre de l'Académie des sciences (section économie rurale).

Il est Officier de la Légion d’honneur,  officier de l’Instruction publique et officier dans l’Ordre du mérite agricole.

## Œuvres et publications
- Recherches sur les fonctions thyroïdienne et parathyroïdienne, [thèse pour le doctorat en médecine, Faculté de médecine de Paris], Asselin et Houzeau (Paris), 1897, 1 vol. (74 p.) ; gr. in-8, lire en ligne sur Gallica.
- « De la fonction parathyroïdienne », Revue neurologique, 1898.
- « De la médication parathyroïdienne », Revue neurologique, 1899.
- « Contagiosité de la tuberculose chez les différentes espèces animales », Revue d'hygiène et de police sanitaire, 1898, n° 20, 814-15, Texte intégral.
- Notice sur les travaux scientifiques, Paris, Asselin et Houzeau, 1903, Texte intégral.
- « Mémoires. Le lait des vaches tuberculeuses. Considérations sur l'évolution des mammites tuberculeuses », Revue d'hygiène et de police sanitaire, 1905, n° 27, 1057-67, Texte intégral.
- Exposé des travaux et des titres scientifiques, Paris, Typ. P. Renouard, 1917, Texte intégral.
- Maladies du porc, in-16, I-251 p., pl. en coul., fig., Paris, Asselin et Houzeau, 1917.
- Les Maladies du mouton, in-8° , 332 p., fig., pl. en coul., Paris, Vigot frères, 1923.
- La Vaccination antituberculeuse et le B.C.G. en matière d'élevage, [Extrait des Annales de la Société d'agriculture, sciences, arts et belles-lettres, N° 2], Tours, Impr. tourangelle , 1930.

En collaboration
- avec Jonathan A. W.  Dollar, (en) Diseases of cattle, sheep, goats and swine, London, Gay and Bird, 1905, in-8° , XVIII-785 p., fig. et pl. en noir, et pl. en coul.
- avec Raymond Moussu, Traité des maladies du gros bétail, Vigot frères, Paris, 1928  (5e édition), 1076 p., fig. et pl., lire en ligne sur Gallica.